# 横川幹部派出所
横川幹部派出所（よこがわかんぶはしゅつしょ）は、鹿児島県霧島市横川町中ノにある鹿児島県霧島警察署の幹部派出所。
2020年（令和2年）3月31日までは横川警察署であり、霧島市のうち横川地域、牧園地域及び姶良郡湧水町を管轄していた。同年4月1日に霧島警察署に統合され、『横川幹部派出所』に改称。湧水町については同日をもって伊佐湧水警察署管内に編入となった。

## 管轄区域
- 霧島市のうち横川町、牧園町

## 駐在所
- 霧島温泉駐在所（きりしまおんせん）
- 牧園駐在所（まきぞの）